# 马娅·西马尼奇
马娅·西马尼奇（羅馬化：Maja Simanić，1980年2月8日—），塞尔维亚女子排球运动员。她曾代表塞尔维亚国家队参加2008年夏季奥林匹克运动会排球比赛，结果获得第五名。